# Märta Bonde
Märta Bonde är en historisk person vars existens är omtvistad. Märta Bonde är nämnd av kung Karl Knutsson (Bonde) i Karlskrönikan som syster till kung Erik den läspe och halte och gift med Nils till Tofta. Detta skulle innebära att hon var dotter till kung Erik Knutsson.

## Påstådda barn
1. Sixten Nilsson (Sparre av Tofta) (1218-?)
2. Abjörn Nilsson (Sparre av Tofta) (1228-1310)